# César Cascabel
César Cascabel (în franceză César Cascabel) este un roman scris de Jules Verne în 1890. Opera a fost serializată în Magasin d'Éducation et de Récréation între 1 ianuarie și 15 decembrie, fiind publicată în volum pe data 17 noiembrie a aceluiași an.

## Povestea
Personajele sunt o familie de saltimbanci francezi stabiliți în S.U.A. de peste 20 de ani. Ei hotărăsc să se întoarcă în țara natală, traversând Atlanticul. Însă până să ajungă în New York pentru a lua un pachebot, le sunt furați banii de călătorie. Neavând cum să mai treacă oceanul, ei se întorc și hotărăsc să traverseze Strâmtoarea Bering iarna, când aceasta este înghețată, ajungând apoi în Rusia.
La granița între Alaska și Canada, ei salvează un om ce fusese jefuit și rănit de o bandă de hoți. Ei află că bărbatul nu era un simplu călător, ci contele Narkin, un important om politic rus ce scăpase din exilul țarului. Contele dorea să reintre în Rusia sub acoperire pentru a nu fi arestat și chiar executat.
Familia trece cu bine strâmtoarea Bering după ce este pe cale de a se scufunda în apa înghețată la o fragmentare a gheții, fiind capturată de un trib. Ajunși în Rusia, ei sunt urmăriți de aceeași bandă care îl atacase pe conte la granița cu Alaska.
Criminalii aveau de gând să-i omoare pe saltimbanci și să-l captureze pe conte, care era un om foarte bogat, pentru a-l șantaja, cerându-i o sumă mare de bani pentru a nu-l preda poliției rusești. Însă César Cascabel, capul familiei de saltimbanci, își dă seama de aranjament și anunță poliția. Hoții sunt prinși, iar într-un final toți ajung înapoi în Franța.

### Capitolele cărții
| - I - O adevărată avere - II - Familia Cascabel - III - Sierra Nevada - IV - Decizie importantă - V - La drum - VI - Călătoria continuă - VII - Prin Caribù - VIII - Satul Ticăloșilor - IX - Pe aici nu se trece - X - Kayette - XI - Sitka - XII - De la Sitka la fortul Yukon - XIII - O idee a Cornéliei Cascabel - XIV - De la fortul Yukon la Port Clarence - XV - Port Clarence - XVI - Adio noului continent | - I - Strâmtoarea Bering - II - Între doi curenți - III - În derivă - IV - De la 16 noiembrie până la 2 decembrie - V - Insulele Leahov - VI - Popas de iarnă - VII - O reușită farsă a domnului Cascabel - VIII - Ținutul iakuților - IX - Spre Obi - X - De la fluviul Obi la munții Ural - XI - Munții Ural - XII - Călătorie încheiată, dar care nu s-a sfârșit - XIII - O zi foarte lungă - XIV - Deznodământ mult aplaudat de spectatori - XV - Epilog |

## Evenimente istorice reale
În timpul ce se află în Sitka, Alaska, personajele cărții asistă la ceremonia în cadrul căreia steagul Rusiei este coborât, în locul său fiind ridicat steagul Statelor Unite. Achiziția teritoriului Alaska de către Statele Unite, care a avut loc în 1867, s-a realizat pentru suma de 7,2 milioane de dolari.
Ceremonia coborârii și ridicării drapelului are loc în Sitka în fiecare an pe data de 18 octombrie, eveniment cunoscut pe plan local ca "Ziua Alaskăi".

## Teme abordate în cadrul romanului
- Unitatea familiei în fața problemelor vieții (temă omniprezentă în opera verniană, ilustrată cu predilecție în Copiii căpitanului Grant și Un bilet de loterie);
- Dârzenia și hotărârea de a nu lăsa niciun obstacol să stea în fața atingerii țelului propus: chiar dacă nu mai poate reveni în Europa cu pachebotul, deoarece i-au fost furați banii, familia nu renunță și alege o cale extrem de dificilă pentru atingerea țelului propus, traversând nordul Americii, zonele înghețate și vastul teritoriu al Rusiei asiatice. Situația amintește de alegerea făcută de Kéraban în romanul Kéraban Încăpățânatul.

## Lista personajelor

### Trupa lui César Cascabel

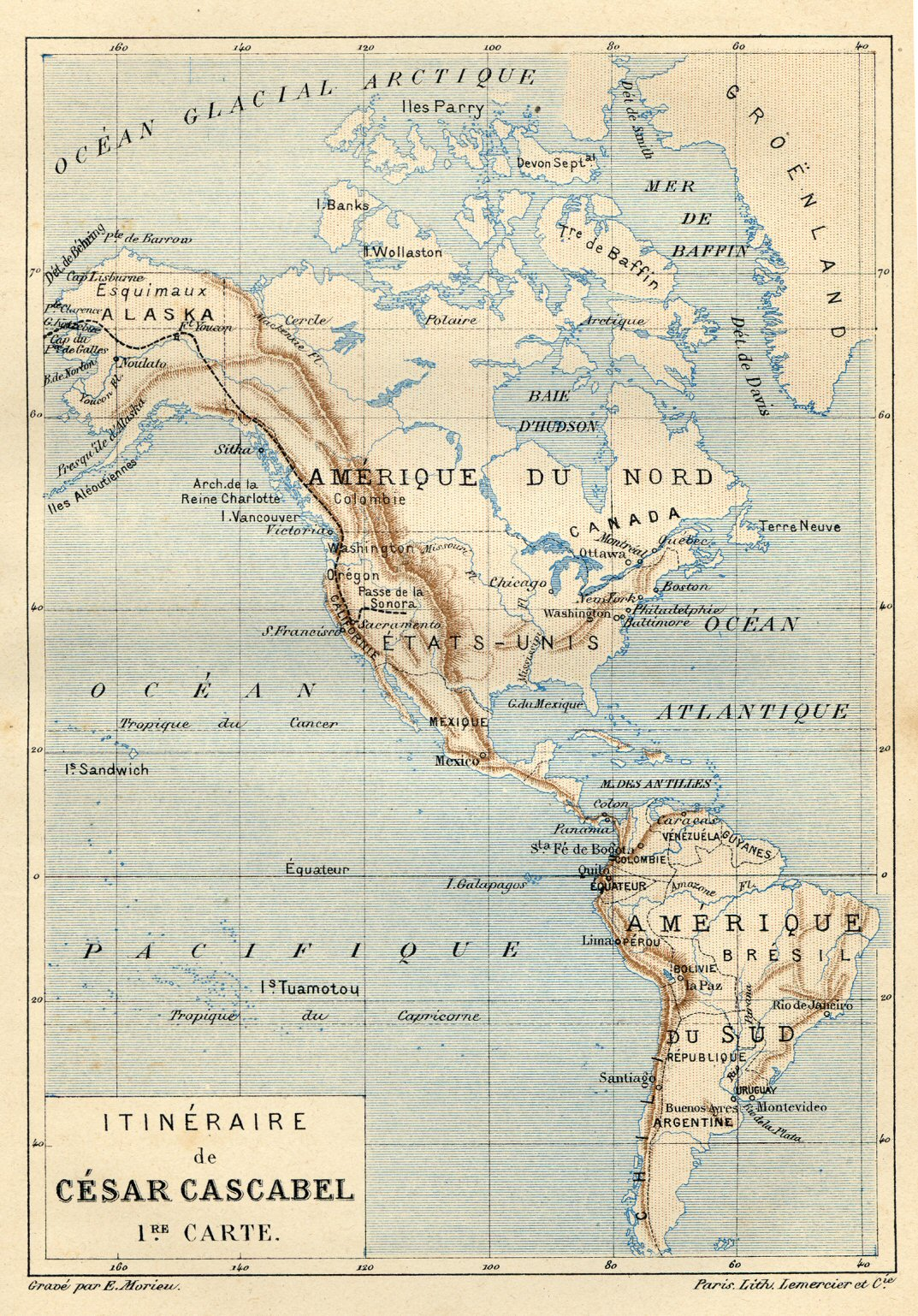
Harta călătoriei prin Alaska

- César Cascabel - 45 de ani, capul familiei, excelează în exercițiile de forță
- Cornélia Cascabel - 40 de ani, soția sa, nu e cu nimic mai prejos decât soțul ei în ceea ce privește vigoarea
- Jean Cascabel - 19 ani, fiul lor cel mai mare, jongler
- Alexandre Cascabel, zis Sandre - 12 ani, al doilea fiu al lor, contorsionist
- Napoléone Cascabel - 8 ani, fiica lor, dansatoare pe coardă
- Ned Harley, zis Clou-de-Girofle - 35 de ani, american angajat de César Cascabel, clovnul trupei
- Wagram - un cocker spaniol foarte bun la vânătoare
- Marengo - un caniș savant și spiritual
- John Bull - o maimuță care rivalizează cu Clou-de-Girofle în concursurile de grimase
- Jako - un papagal originar din Java care cântă și trăncănește zece ore din doisprezece
- Vermout - calul trupei
- Gladiator - calul trupei
- "Rulota Frumoasă" - supranumele rulotei familiei Cascabel

### Celelalte personaje

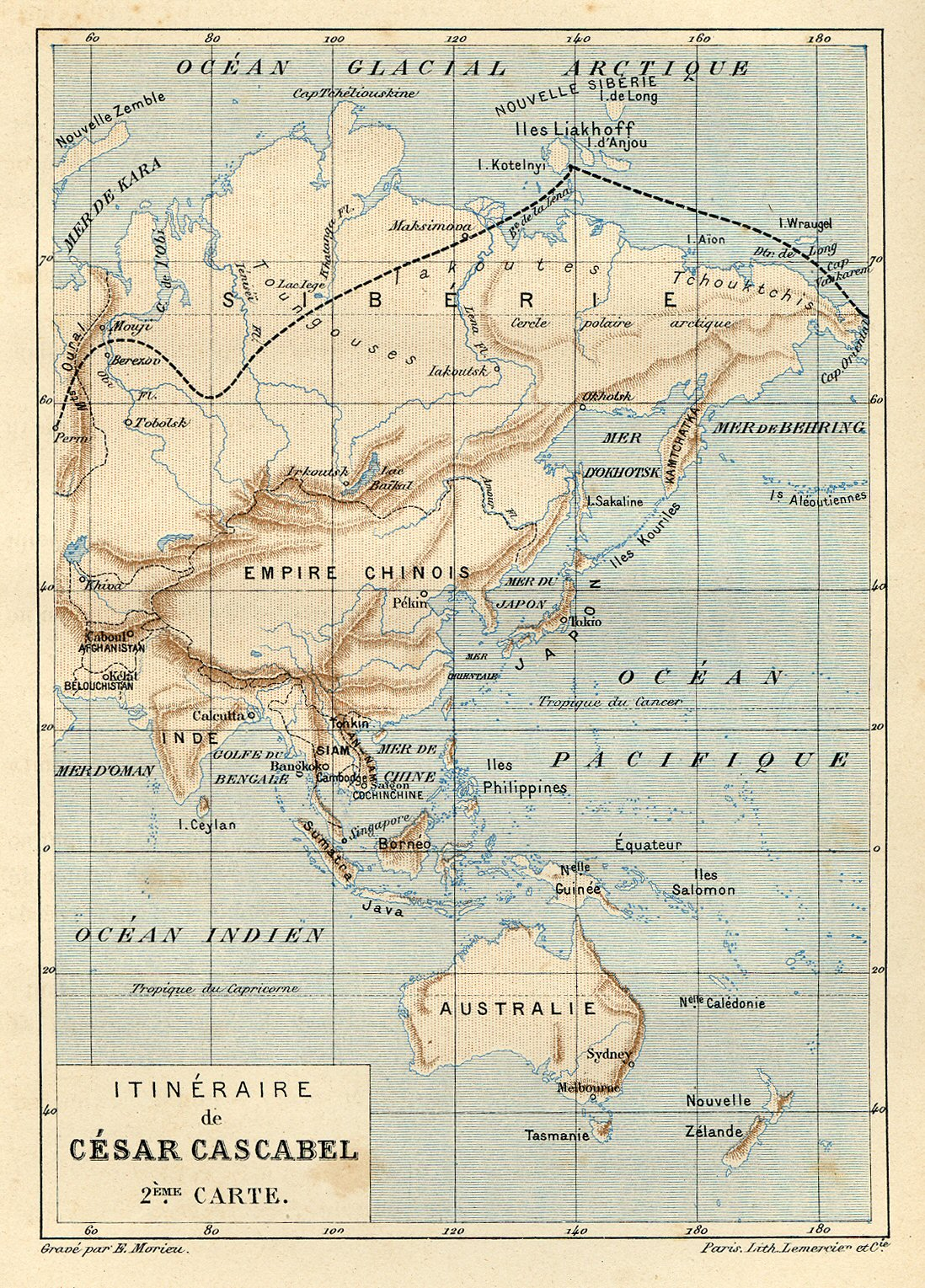
Harta călătoriei prin Rusia

- Serge Narkine - 45 de ani, conte rus exilat politic care a edavat din Siberia
- Kayette - între 15 și 16 ani, tânără indinancă indigenă din Alaska, orfană
- Sir Edward Turner - baron englez, arogant, brutal, insolent și foarte mândru de naționalitatea sa
- William J. Morlan - american, vânzător de seifuri
- Tchou-Tchouk - în jur de 50 de ani, șeful indigen al insulelor Liakhoff
- Ortik - 40 de ani, matelot rus
- Kirschef - 35 de ani, matelot rus
- Ivan - 30 de ani, servitorul contelui Narkine, ucis în timpul atacului
- Ro-No - ghid de origine indiană
- Dr. Harry - medicul din Sitka, îl tratează pe contele Narkine.

## Adaptări
În 2001, în Franța a fost produsă o serie animată de televiziune inspirată de roman. 

## Traduceri în limba română
- 1988 - César Cascabel, Ed. Ion Creangă, Colecția "Jules Verne", vol. 37, traducere Doina Opriță, 216 pag.
- 2008 - César Cascabel, Ed. Art, Colecția "Arthur", traducere Doina Opriță, 448 pag., ISBN 978-973-88909-5-4
- 2010 - César Cascabel, Ed. Adevărul, Colecția "Jules Verne", vol. 39, traducere Corina Vascul, 340 pag., ISBN 978-606-539-185-7